# Sarametra triserialis
Sarametra triserialis is een haarster uit de familie Zenometridae.
De wetenschappelijke naam van de soort werd in 1908 gepubliceerd door Austin Hobart Clark.